# کارا ولو
کارا ولو (به انگلیسی: Kara Vallow) (زاده ۱ نوامبر ۱۹۶۷) تهیه‌کننده آمریکایی است که بیشتر به خاطر کار در سریال مرد خانواده مشهور شده‌است.